# Nadir Dias de Figueiredo
Nadir Dias de Figueiredo (São João del-Rei, 1891 — São Paulo, 10 d'abril de 1983) fou un empresari i industrial brasiler.
Amb el seu germà Morvan Dias de Figueiredo va fundar Nadir Figueiredo Ind & Com SA i altres empreses. Juntament amb Roberto Simonsen, Eduardo Jafet, Manuel Barros Loureiro, a més del seu germà Morvan Dias de Figueiredo, va fundar la Companhia Bandeirantes de Seguros Gerais.
El 1991 va ser nomenat patró emèrit de la Federació d'Indústries de l'Estat de São Paulo. En honor seu, una avinguda del barri de Vila Maria, a la ciutat de São Paulo, va rebre el seu nom. També va ser batejat un centre d'estudis professionals de São Paulo.